# Magyarország miniszterelnöke

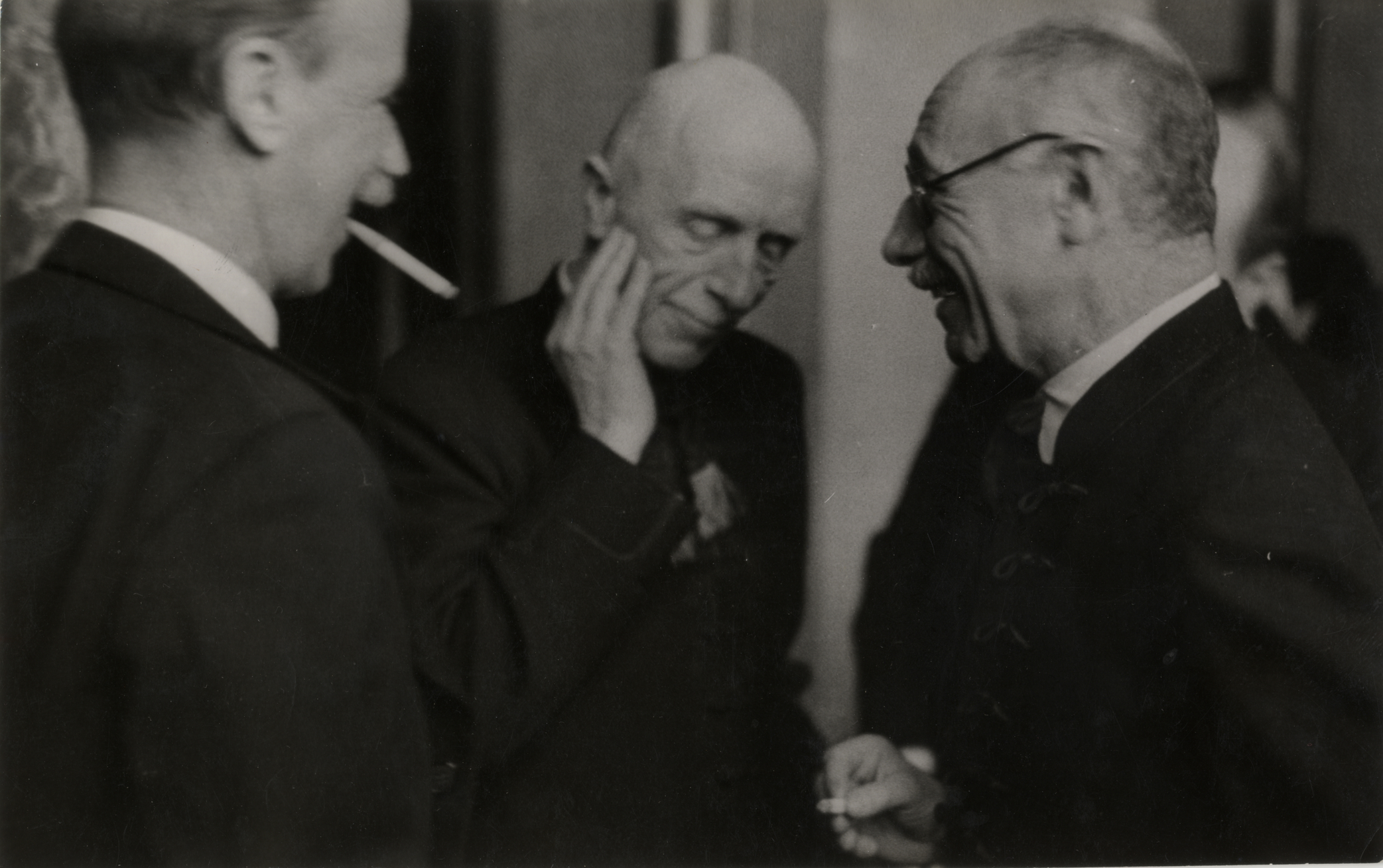
Bethlen István, Keresztes-Fischer Ferenc és Teleki Pál miniszterelnökök

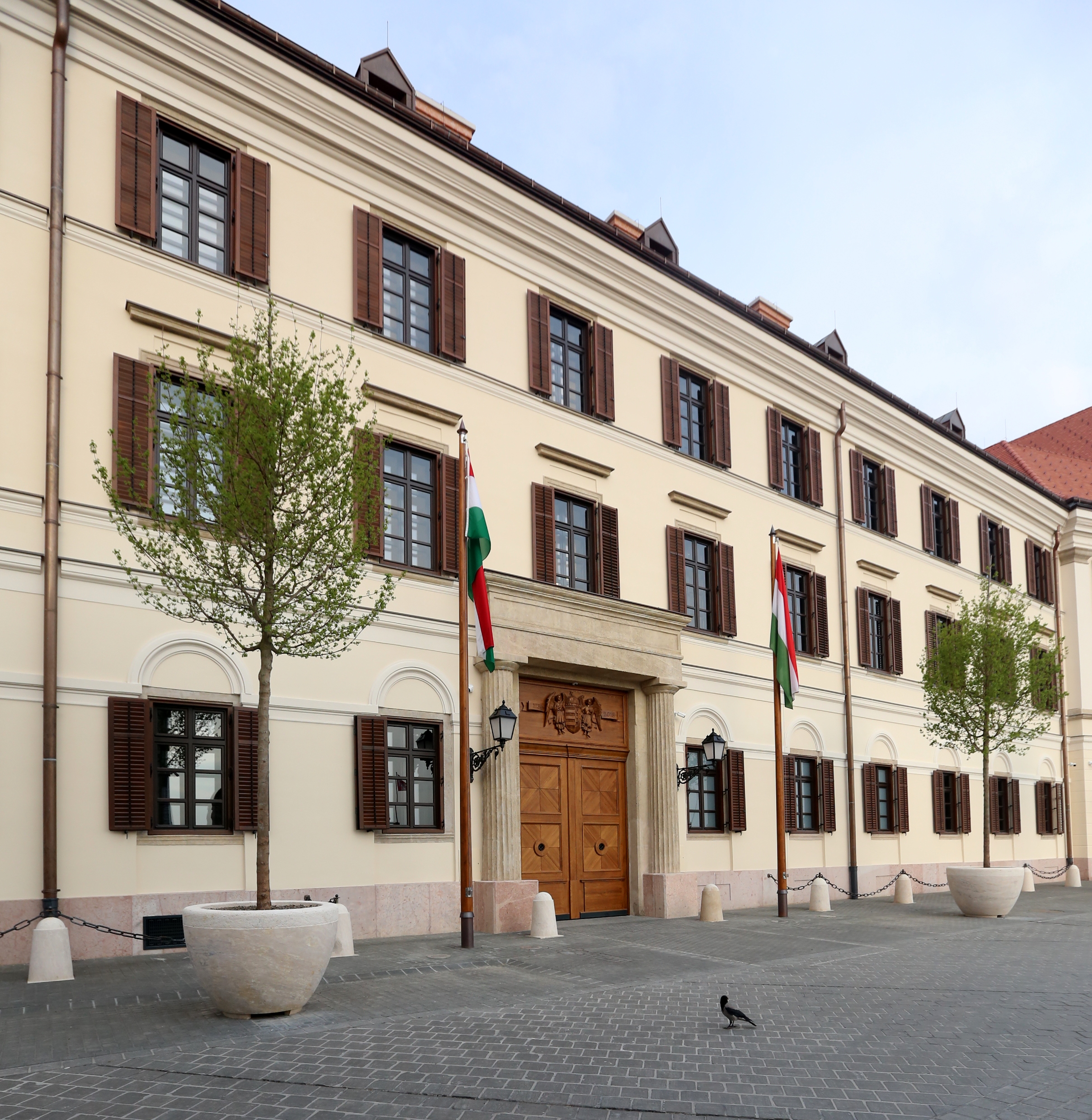
A magyar miniszterelnök munkahelye 2019 óta a budapesti Karmelita kolostor

Magyarország miniszterelnöke Magyarországon a kormányfő, a kabinet vezetője. A miniszterelnök és a kormány kollektív felelősséggel tartozik politikáikért és tetteikért a Parlamentnek, a politikai pártoknak és végső soron a választóknak.
Az Alaptörvény szerint a miniszterelnököt formálisan Magyarország köztársasági elnöke jelöli, ténylegesen pedig az Országgyűlés választja meg. Az elnök bárkit jelölhet, de a szokásjog az, hogy a választáson legtöbb parlamenti helyet szerzett (koalíciós) párt(ok) vezetőjét, vagy jelöltjét kéri fel kormányfőnek annak érdekében, hogy az Országgyűlésben megszerezhesse a többséget.
Az elnök nem egyértelmű helyzetekben ezáltal "pozícióba kerülhet", de nem éri meg olyan személyt jelölnie, akit biztosan nem támogat az Országgyűlés, ugyanis a jelöltje megválasztásával, majd azonnali konstruktív bizalmatlansági indítvány általi lecserélésével a köztársasági elnök "elveszítheti" a jogot a miniszterelnök jelölésére. Sokpárti, és nem egységes koalíciónál (ahol a kormánytöbbség sem tud dönteni a miniszterelnök személyéről) azonban ez érdekes helyzetet eredményezhet. A folyamat végén a köztársasági elnök nevezi ki a miniszterelnököt, azonban köteles kinevezni az Országgyűlés által megválasztott jelöltet, a "kinevezési" jogköre csak formális.
A magyar miniszterelnök az öt legfőbb magyar közjogi méltóság közül a második.

## Története

### A Batthyány-kormány
Magyarországon 1848-ban a 12 pont második követelése volt a felelős kormány (a mai szóhasználattól eltérően minisztérium) felállítása. V. Ferdinánd király 1848. március 17-én nevezte ki miniszterelnöknek gróf Batthyány Lajost, az első magyar miniszterelnököt.

### A Forradalmi Kormányzótanács elnöke
A Magyarországi Tanácsköztársaság kikiáltása után a kormány helyett Forradalmi Kormányzótanács jött létre, tagjai miniszterek helyett népbiztosok voltak. Ennek elnöke, Garbai Sándor töltötte be a kormányfői funkciót, gyakorlatilag azonban nem ő volt a meghatározó vezető, hanem a párt élén álló Kun Béla.

### A minisztertanács elnöke
Magyarországon 1949 és 1990 között a kormányt minisztertanácsnak nevezték és a miniszterelnök helyett a minisztertanács elnöke volt a funkció hivatalos neve. A minisztertanács legismertebb elnöke Nagy Imre volt.

## A miniszterelnök jogállása a mai magyar alkotmányban
Magyarország alaptörvénye szerint a magyar kormány vezetőjét, a mindenkori köztársasági elnök kéri fel kormányzásra, és az országgyűlés abszolút többséggel választja meg. A miniszterelnök választja ki (tényleges politikai súlyának függvényében "egyedül" vagy egyeztetések útján) a kormány tagjait, és a köztársasági elnök nevezi ki (formálisan) a minisztereket.
A Kormány a kollektív felelősség elvén működik, az Országgyűlés az egyes miniszterek ellen nem kezdeményezhet bizalmatlanságot, kizárólag a Kormány(fő) ellen. A miniszter megbízatása ezáltal legfőképpen a kormányfőtől függ. A Kormányt megbuktatni kizárólag a Kormányfő elleni sikeres konstruktív bizalmatlansági indítvánnyal lehet, melynek lényege, hogy a régi kormányfő leváltásával egyidőben az új kormányfőt is meg kell választani (ez rendkívül stabillá teszi a pozíciót). Ezt a modellt nevezzük kancellárdemokráciának.
A miniszterelnök vezeti a kormány üléseit, és felügyeli a kormány által hozott rendelkezések végrehajtását. A miniszterelnök meghatározza a Kormány általános politikáját.

### A miniszterelnöki megbízatás keletkezése
Magyarország alaptörvényének 16. cikkének (3)-(6) bekezdése szabályozza a miniszterelnök megválasztását:
"(3) A miniszterelnököt az Országgyűlés a köztársasági elnök javaslatára választja meg.
(4) A miniszterelnök megválasztásához az országgyűlési képviselők több mint a felének szavazata szükséges. A miniszterelnök a megválasztásával hivatalba lép.
(5) A köztársasági elnök a (3) bekezdés szerinti javaslatát,
a) ha a miniszterelnök megbízatása az újonnan megválasztott Országgyűlés megalakulásával szűnt meg, az új Országgyűlés alakuló ülésén teszi meg;
b) ha a miniszterelnök megbízatása lemondásával, halálával, összeférhetetlenség kimondásával, a megválasztásához szükséges feltételek hiánya miatt vagy azért szűnt meg, mert az Országgyűlés a bizalmi szavazáson a miniszterelnökkel szemben bizalmatlanságát fejezte ki, a miniszterelnök megbízatása megszűnésétől számított tizenöt napon belül teszi meg.
(6) Ha az (5) bekezdés szerint miniszterelnöknek javasolt személyt az Országgyűlés nem választotta meg, a köztársasági elnök az új javaslatát tizenöt napon belül teszi meg."

### A miniszterelnöki megbízatás megszűnése
Magyarország alaptörvényének 20. cikkének (2) bekezdése szabályozza a miniszterelnök megbízatásának megszűnését:
"(2) A miniszterelnök megbízatása megszűnik
a) az újonnan megválasztott Országgyűlés megalakulásával;
b) ha az Országgyűlés a miniszterelnökkel szemben bizalmatlanságát fejezi ki, és új miniszterelnököt választ;
c) ha az Országgyűlés a miniszterelnök által kezdeményezett bizalmi szavazáson a miniszterelnökkel szemben bizalmatlanságát fejezi ki;
d) lemondásával;
e) halálával;
f) összeférhetetlenség kimondásával;
g) ha a megválasztásához szükséges feltételek már nem állnak fenn."

## Miniszterelnökök

### Aharmadik magyar köztársaságminiszterelnökei
Pártok
      MDF
      MSZP
      Fidesz
      Független
| #     | Portré             | Miniszterelnök            | Hivatal kezdete      | Hivatal vége                           | Kormány                              | Választás             | Államfő       |
| ----- | ------------------ | ------------------------- | -------------------- | -------------------------------------- | ------------------------------------ | --------------------- | ------------- |
| —     |                    | Németh Miklós (1948–)     | 1989. október 23.    | 1990. május 23.                        | Németh-kormány (MSZP)                | –                     | Szűrös Mátyás |
| 1     |                    | Antall József (1932–1993) | 1990. május 23.      | 1993. december 12. †                   | Antall-kormány (MDF–FKGP–KDNP)       | 34. (1990)            | Göncz Árpád   |
| 2     |                    | Boross Péter (1928–)      | 1993. december 12.   | 1993. december 21.                     | Antall-kormány (MDF–FKGP–KDNP)       | 34. (1990)            | Göncz Árpád   |
| 2     | 1993. december 21. | Boross Péter (1928–)      | 1994. július 15.     | Boross-kormány (MDF–EKGP–KDNP)         |                                      | 34. (1990)            | Göncz Árpád   |
| 3     |                    | Horn Gyula (1932–2013)    | 1994. július 15.     | 1998. július 6.                        | Horn-kormány (MSZP–SZDSZ)            | 35. (1994)            | Göncz Árpád   |
| 4     |                    | Orbán Viktor (1963–)      | 1998. július 6.      | 2002. május 27.                        | első Orbán-kormány (Fidesz–FKGP–MDF) | 36. (1998)            | Göncz Árpád   |
| 4     | Mádl Ferenc        | Orbán Viktor (1963–)      | 1998. július 6.      | 2002. május 27.                        | első Orbán-kormány (Fidesz–FKGP–MDF) | 36. (1998)            |               |
| 5     |                    | Medgyessy Péter (1942–)   | 2002. május 27.      | 2004. szeptember 29.                   | Medgyessy-kormány (MSZP–SZDSZ)       | 37. (2002)            |               |
| 6     |                    | Gyurcsány Ferenc (1961–)  | 2004. szeptember 29. | 2006. június 9.                        | első Gyurcsány-kormány (MSZP–SZDSZ)  | 37. (2002)            |               |
| 6     | Sólyom László      | Gyurcsány Ferenc (1961–)  | 2004. szeptember 29. | 2006. június 9.                        | első Gyurcsány-kormány (MSZP–SZDSZ)  | 37. (2002)            |               |
| 6     | 2006. június 9.    | Gyurcsány Ferenc (1961–)  | 2009. április 14.    | második Gyurcsány-kormány (MSZP–SZDSZ) | 38. (2006)                           |                       |               |
| 7     |                    | Bajnai Gordon (1968–)     | 2009. április 14.    | 2010. május 29.                        | 38. (2006)                           | Bajnai-kormány (MSZP) |               |
| 8 (4) |                    | Orbán Viktor (1963–)      | 2010. május 29.      | 2014. május 10.                        | második Orbán-kormány (Fidesz–KDNP)  | 39. (2010)            | Schmitt Pál   |
| 8 (4) | Áder János         | Orbán Viktor (1963–)      | 2010. május 29.      | 2014. május 10.                        | második Orbán-kormány (Fidesz–KDNP)  | 39. (2010)            |               |
| 8 (4) | 2014. május 10.    | Orbán Viktor (1963–)      | 2018. május 18.      | harmadik Orbán-kormány (Fidesz–KDNP)   | 40. (2014)                           |                       |               |
| 8 (4) | 2018. május 18.    | Orbán Viktor (1963–)      | 2022. május 16.      | negyedik Orbán-kormány (Fidesz–KDNP)   | 41. (2018)                           |                       |               |
| 8 (4) | 2022. május 16.    | Orbán Viktor (1963–)      | hivatalban           | ötödik Orbán-kormány (Fidesz–KDNP)     | 42. (2022)                           | Novák Katalin         |               |
| 8 (4) | 2022. május 16.    | Orbán Viktor (1963–)      | hivatalban           | ötödik Orbán-kormány (Fidesz–KDNP)     | 42. (2022)                           | Sulyok Tamás          |               |

## Statisztikák

### Kivégzett miniszterelnökök
| Miniszterelnök                               | Hivatalban                                                                                | Kivégzése                                                            | Megjegyzés | Párt           | Párt |
| -------------------------------------------- | ----------------------------------------------------------------------------------------- | -------------------------------------------------------------------- | --- | -------------- | ---- |
| németújvári gróf Batthyány Lajos (1807–1849) | 1848. március 17. – 1848. október 2. (199 nap)                                            | 1849. október 6. Újépület, Pest golyó általi halál                   | Koncepciós perben felségárulás vádjával kötél általi halálra ítélték, melyet nyaki sérülése miatt golyó általira modosítottak. 1849. október 6-án végezték ki.                                                                                     | Ellenzéki Párt |      |
| Dr. bárdosi Bárdossy László (1890–1946)      | 1941. április 3. – 1942. március 7. (338 nap)                                             | 1946. január 10. Markó utcai fegyház, Budapest golyó általi halál    | A második világháború után Bárdossy és Imrédy miniszterelnökök perét a népbíróság egyszerre tárgyalta. Mindkettőjüket kötél általi halálra ítélték, az ítéletet a Nemzeti Főtanács kegyelemből mindkét alkalommal golyó általi halálra módosított. | Egységes Párt  |      |
| vitéz ómoraviczai Imrédy Béla (1891–1946)    | 1938. május 14. – 1939. február 16. (278 nap)                                             | 1946. február 28. Markó utcai fegyház, Budapest golyó általi halál   | A második világháború után Bárdossy és Imrédy miniszterelnökök perét a népbíróság egyszerre tárgyalta. Mindkettőjüket kötél általi halálra ítélték, az ítéletet a Nemzeti Főtanács kegyelemből mindkét alkalommal golyó általi halálra módosított. | Egységes Párt  |      |
| Szálasi Ferenc (1897–1946)                   | 1944. október 16. – 1945. május 7. (163 nap)                                              | 1946. március 12. Markó utcai fegyház, Budapest kötél általi halál   | A második világháború után a népbíróság hazaárulás és háborús bűncselekmények vádjával kötél általi halára ítélte. Pár nappal később nyilvánosan kivégzeték.                                                                                       | NYKP           |      |
| Sztójay Döme (1883–1946)                     | 1944. március 22. – augusztus 29. (160 nap)                                               | 1946. augusztus 22. Markó utcai fegyház, Budapest golyó általi halál | 1946-ban a népbíróság a Sztójay-per során mint háborús bűnöst egykori kormánya tagjaival együtt golyó általi halálra ítélte. 1946. augusztus 22-én kivégezték.                                                                                     | független      |      |
| Nagy Imre (1896–1958)                        | 1953. július 4. – 1955. április 18. 1956. október 24. – 1956. november 4. (1 év, 299 nap) | 1958. június 16. Kozma utcai börtön, Budapest kötél általi halál     | Az 1956-os forradalom leverése után bíróság elé állították, koncepciós perben szervezkedés kezdeményezése és vezetése, valamint hazaárulás vádjával kötél általi halálra ítélték, majd másnap kivégezték.                                          | MDP            |      |

### Meggyilkolt miniszterelnökök
| Miniszterelnök                                      | Hivatalban                                                                               | Halála                                               | Halálának oka | Párt            | Párt |
| --------------------------------------------------- | ---------------------------------------------------------------------------------------- | ---------------------------------------------------- | --- | --------------- | ---- |
| borosjenői és szegedi gróf Tisza István (1861–1918) | 1903. november 3. – 1905. június 18. 1913. június 10. – 1917. június 15. (5 év, 232 nap) | 1918. október 31. (57 évesen) Róheim-villa, Budapest | Az első világháború végi háborúellenes hangulatban négyszer kísérelték megölni a miniszterelnököt. Az utolsónál katonák támadtak rá, és otthonában, a Róheim-villában végeztek a kormányfővel. | Szabadelvű Párt |      |

### Hivatalban elhunyt miniszterelnökök
| Portré                                | Miniszterelnök                                                                            | Hivatalban                                                         | Halála | Halálának oka      | Párt | Párt |
| ------------------------------------- | ----------------------------------------------------------------------------------------- | ------------------------------------------------------------------ | --- | ------------------ | ---- | ---- |
| vitéz jákfai Gömbös Gyula (1886–1936) | 1932. október 1. – 1936. október 6. (4 év, 5 nap)                                         | 1936. október 6. München, Német Birodalom veseelégtelenség/hererák | Krónikussá váló vesebaja 1936. október 6-án végzett vele, amikor éppen Münchenben tartózkodott kezelésen. | Egységes Párt      |      |      |
| széki gróf Teleki Pál (1879–1941)     | 1920. július 19. – 1921. április 14. 1939. február 16. – 1941. április 3. (2 év, 315 nap) | 1941. április 3. Miniszterelnöki Palota, Budapest öngyilkosság     | 1941. április 3-án öngyilkosságot követett el, mivel a Jugoszláviával kötött örökbaráti szerződés ellenére Hitler bejelentette igényét arra, hogy német csapatok Magyarországon áthaladhassanak, aminek jóváhagyása a szerződés megszegése lett volna. | Magyar Élet Pártja |      |      |
| ifjabb Antall József (1932–1993)      | 1990. május 23. – 1993. december 12. (3 év, 203 nap)                                      | 1993. december 12. Kútvölgyi Úti Kórház, Budapest leukémia         | 1991 novemberére rákja kiújult, leukémiát diagnosztizáltak nála. 1993. december 12-én hunyt el a kórházban. | MDF                |      |      |